# العلاقات البحرينية القطرية
العلاقات القطرية البحرينية هي العلاقات الثنائية بين مملكة البحرين ودولة قطر. كلا البلدين منضمان إلى مجلس التعاون الخليجي.

## تاريخ
يعود تاريخ العلاقات بين قطر والبحرين منذ عقود مضت ولكن في العام 1939 قررت بريطانيا القوة الاستعمارية السابقة في المنطقة، منح أرخبيل جزر حوار إلى البحرين، التي حولتها البحرين إلى موقع سياحي ولكن قطر لم تعترف بالقرار البريطاني في ذلك الوقت.
وقد تطورت هذ العلاقات وأدى إلى نشوب خلاف عام 1986 إلى نزاع مسلح لولا تدخل الملك فهد بن عبد العزيز لرأب الصدع بين البلدين وإحالة القضية إلى محكمة العدل الدولية. كما حاولت الإمارات العربية المتحدة التدخل لحل الصراع ولم تنجح.

## 2001
في مطلع العام 2001 الموافق للعام 1421 هجرية قررت المحكمة التي يوجد مقرها في لاهاي بهولندا بأن البحرين لها الحق في جزر حوار، ورفضت دعوى قطر للمطالبة بها لكن المحكمة قررت أيضا سيادة قطر على منطقة زبارة ورفضت الدعوى البحرينية المطالبة به كما حكمت المحكمة التي تعد قراراتها ملزمة ونهائية، بسيادة قطر على جزيرتين صغيرتين هما جنان وحدّ جنان.
ورغم الصراع القديم بين الدولتين فإنهما تقيمان علاقات دبلوماسية بينهما، بالإضافة إلى أن خطوط الطيران ما زالت تواصل رحلاتها في الوقت الحاضر إلى المنامة، ومشروع إقامة جسر المحبة بينهما قد تأجلت.

## 2011
تقدمت المنامة باحتجاج إلى حكومة قطر بسبب فيلم بثته قناة الجزيرة التابعة للحكومة القطرية، يسلط الضوء على الاحتجاجات المستمرة من قبل الشيعة في البحرين ضد الحكومة. وبدورها انتقدت الصحف البحرينية الفيلم الوثائقي المكون من 50 دقيقة ووصفتها بأنها أكاذيب وافتراءات، حيث يظهر الفيلم كيف كان يتم استخدام الموقع الاجتماعي فيس بوك في استهداف نشطاء الديمقراطية. وذكرت صحيفة الجارديان أن الفيلم عُرض على قناة الجزيرة بالإنجليزية فقط دون العربية، إذ يأتي ذلك بعد انتقادات واسعة تعرضت لها القناة القطرية بسبب تغطيتها المتحيزة ضد الحركة الاحتجاجية في البحرين مقارنة بتعاطفها الكبير مع الثورات في مصر وتونس وسوريا.

## 2014
شهد الخامس من مارس/آذار 2014 لحظة فريدة في تاريخ دول مجلس التعاون الخليجي؛ وذلك عندما سحب ثلاثة أعضاء بمجلس التعاون الخليجي (المملكة العربية السعودية، ودولة الإمارات العربية المتحدة، ومملكة البحرين) سفراءهم من دولة قطر؛ ويُعَدُّ هذا الحدث الأول من نوعه على مرِّ تاريخ مجلس التعاون الخليجي منذ نشأته؛ التي تجاوز الثلاثة عقود. حيث جاء هذا التصعيد من قِبَل الدول الثلاث ردًّا على السياسة القطرية؛ التي -كما ورد في البيان المشترك الخاص بسحب السفراء- تتنافى مع الاتفاق الأمني الذي وقَّعه قادة الدول الست الأعضاء بالمجلس في يناير/كانون الثاني 2014؛ والذي يكفل عدم التدخُّل في الشؤون الداخلية لأي من دول المجلس بشكل مباشر أو غير مباشر، وعدم دعم كل مَنْ يعمل على تهديد أمن واستقرار دول المجلس من منظمات أو أفراد؛ سواء عن طريق العمل الأمني المباشر، أو عن طريق محاولة التأثير السياسي وعدم دعم الإعلام المعادي، كما علَّلت الدول الثلاث موقفها بسحب السفراء بعدم التزام الحكومة القطرية باتفاق الرياض؛ الذي وقَّع عليه أمير دولة قطر الشيخ تميم بن حمد آل ثاني.

## 2017
في 5 يونيو 2017، أعلنت البحرين قطع علاقاتها مع قطر استناداً إلى إصرار دولة قطر على المضي في زعزعة الأمن والاستقرار في مملكة البحرين والتدخل في شؤونها والاستمرار في التصعيد والتحريض الإعلامي ضدها. حسب بيان لوكالة أنباء البحرين. قطع العلاقات جاء بسبب دعم قطر للأنشطة الإرهابية المسلحة وتمويل الجماعات المرتبطة بإيران للقيام بالتخريب ونشر الفوضى في البحرين، في انتهاك صارخ لكل الاتفاقات والمواثيق ومبادئ القانون الدولي. كما أعلنت قطع العلاقات الدبلوماسية مع دولة قطر حفاظاً على أمنها الوطني وسحب البعثة الدبلوماسية البحرينية من الدوحة وإمهال جميع أفراد البعثة الدبلوماسية القطرية 48 ساعة لمغادرة البلاد مع استكمال تطبيق الإجراءات اللازمة. كما تعلن غلق الأجواء أمام حركة الطيران وإقفال الموانئ والمياه الإقليمية أمام الملاحة من وإلى قطر خلال 24 ساعة من إعلان البيان.

## 2019
تلقى أمير دولة قطر الشيخ تميم بن حمد آل ثاني اتصالاً من رئيس وزراء مملكة البحرين أنذاك الأمير خليفة بن سلمان آل خليفة بمناسبة حلول شهر رمضان المبارك، ويُعد ذلك أول اتصال بين الدولتين منذ بداية الأزمة.

## 2021
في يناير 2021 أعادت مملكة البحرين السماح للطائرات القطرية بالعبور فوق المجال البحريني الجوي ويأتي ذالك بعد المصالحة الخليجية والذي جاءت بعد توقيع دول مجلس التعاون الخليجي وجمهورية مصر العربية على بيان العلا خلال القمة الخليجية ال41 التي عقدت في 5 يناير 2021.

## 2022
و في 15 يونيو 2022، أعلنت مملكة البحرين السماح لجميع مواطني دول مجلس التعاون الخليجي بدخول مملكة البحرين ببطاقة الهوية.
في 16 يوليو 2022 التقى الملك حمد بن عيسى آل خليفة ملك مملكة البحرين والشيخ تميم بن حمد آل ثاني أمير دولة قطر في مدينة جدة بالمملكة العربية السعودية على هامش قمة جدة للأمن والتنمية

## 2023
- في 18 يناير 2023، التقى الملك حمد بن عيسى آل خليفة ملك مملكة البحرين والشيخ تميم بن حمد آل ثاني أمير دولة قطر في مدينة أبو ظبي عاصمة دولة الامارات العربية المتحدة على هامش قمة أبو ظبي.[6]
- في 25 يناير 2023، جرى إتصال هاتفي بين الأمير سلمان بن حمد آل خليفة ولي العهد رئيس مجلس الوزراء بمملكة البحرين والشيخ تميم بن حمد آل ثاني أمير دولة قطر، ويُعد أول اتصال منذ التاسع من مايو 2017 وخلال الأتصال نقل ولي عهد مملكة البحرين إلى أمير دولة قطر تحيات الملك حمد بن عيسى آل خليفة ملك مملكة البحرين وكما أكد ولي عهد مملكة البحرين على ما يجمع البلدين من علاقات أخوية وكما أكد على أهمية العمل على حل كافة القضايا والمسائل العالقة بين البلدين وكما تم التأكد على أستمرار الأتصال بين المسؤولين في البلدين.
- في 30 يناير 2023، ترأس الملك حمد بن عيسى آل خليفة ملك مملكة البحرين الاجتماع الاعتيادي الأسبوعي لمجلس الوزراء و أكد على أهمية الالتزام بتنفيذ كافة قرارات المجلس الأعلى لدول مجلس التعاون لدول الخليج العربية وبيان قمة العلا، وبمواصلة تنسيق مواقف دول المجلس في كافة المحافل الدولية، مؤكداً أهمية العمل على حل كافة القضايا والمسائل العالقة بين مملكة البحرين ودولة قطر الشقيقة بما يحقق التطلعات المشتركة لمواطني البلدين ويحافظ على تماسك مجلس التعاون لدول الخليج العربية وأمن المنطقة واستقرارها.[7]
- وفي 31 يناير 2023 أعلن وزير المواصلات والإتصالات البحريني محمد بن ثامر الكعبي استئناف الرحلات الجوية بين البلدين قريبًا وتبقى فقط الاتفاق على جداول الرحلات.
- في 7 فبراير 2023 عُقد في الرياض اجتماع بين الشيخ محمد بن عبدالرحمان آل ثاني نائب رئيس مجلس الوزراء وزير الخارجية بدولة قطر والدكتور عبداللطيف بن راشد الزياني وزير خارجية مملكة البحرين وذالك لوضع آليات وإجراءات إطلاق مسار المباحثات الثنائية لإنهاء الملفات الخاصة المعلقة وفقًا لما تضمنه "بيان العُلا".[8]
- في 13 فبراير 2023 عقد الأجتماع الأول للجنة المتابعة البحرينية القطرية في مقر الأمانة العامة لمجلس التعاون الخليجي في مدينة الرياض عاصمة بالمملكة العربية السعودية وخلال الأجتماع تم بحث الأجرائات والأليات اللازمة والسبل الكفيلة بأنجاح المباحثات الثنائية لأنهاء الملفات الخاصة المعلقة بين البلدين

### عودة العلاقات الدبلوماسية بين البلدين
في 12 أبريل 2023 عقد الأجتماع الثاني للجنة المتابعة البحرينية القطرية في مقر الأمانة العامة لمجلس التعاون الخليجي في مدينة الرياض عاصمة المملكة العربية السعودية وخلال الأجتماع تقرر أعادة العلاقات الدبلوماسية بين البلدين

### أستئناف الرحلات الجوية
في 15 مايو 2023 أعلنت شؤون الطيران المدني بمملكة البحرين أستئناف الرحلات الجوية بين البلدين أعتباراً من 25 مايو 2023
- في 26 سبتمبر 2023 خلال أتصال هاتفي مع ملك البحرين الملك حمد بن عيسى آل خليفة أعرب أمير قطر الشيخ تميم بن حمد عن خالص تعازيه باستشهاد عدد من قوة دفاع البحرين ضمن قوات التحالف العربي المشاركة في عمليات (عاصفة الحزم) و (إعادة الأمل).[9]
- في 17 نوفمبر 2023 زار رئيس مجلس الوزراء وزير الخارجية القطري الشيخ محمد بن عبدالرحمن آل ثاني مملكة البحرين وألتقى ملك البحرين الملك حمد بن عيسى آل خليفة ، وولي عهد البحرين الأمير سلمان بن حمد آل خليفة وتم التباحث مع ولي عهد البحرين عن جسر البحرين-قطر والذي يعد احياء لمشروع الجسر بعد سنوات من توقفه.[10] [11]
- في 17 نوفمبر 2023 ذات يوم الزيارة جرى أتصال بين ملك البحرين الملك حمد بن عيسى آل خليفة وأمير دولة قطر الشيخ تميم بن حمد آل ثاني وتطرق الجانبان خلال الاتصال إلى العلاقات الأخوية بين البلدين الشقيقين وسبل تعزيزها ، وأشار جلالة الملك حمد بن عيسى آل خليفة خلال الاتصال إلى زيارة معالي الشيخ محمد بن عبدالرحمن آل ثاني رئيس مجلس الوزراء وزير الخارجية ، ولقاء جلالته مع معاليه، بالإضافة إلى المحادثات المثمرة التي جرت بين الأمير سلمان بن حمد آل خليفة ولي العهد رئيس مجلس الوزراء ومعاليه، بما يدفع بمزيد من العمل المشترك بين البلدين الشقيقين في كافة المجالات، وفتح آفاق الترابط والتعاون بما يعود بالخير والنماء على البلدين والشعبين الشقيقين.[12]
- في 5 ديسمبر 2023 وصل ملك البحرين الملك حمد بن عيسى آل خليفة الى قطر والتي تعد أول زيارة منذ 2017م لحضور القمة الخليجية 44 في الدوحة وكان في استقباله أمير دولة قطر الشيخ تميم بن حمد آل ثاني.
- في 8 ديسمبر 2023 جرى اتصال هاتفي بين ملك البحرين الملك حمد بن عيسى آل خليفة وأمير دولة قطر الشيخ تميم بن حمد آل ثاني تم خلاله بحث العلاقات الثنائية بين البلدين الشقيقين وسبل دعمها وتطويرها ، كما تم خلال الاتصال بحث المستجدات الإقليمية والدولية ذات الاهتمام المشترك.[13]